# ژیل اباسکال
ژیل اباسکال (انگلیسی: Guille Abascal؛ زادهٔ ۱۳ آوریل ۱۹۸۹) بازیکن فوتبال اهل اسپانیا است.
از باشگاه‌هایی که در آن بازی کرده‌است می‌توان به باشگاه فوتبال سویا اشاره کرد.